# Zeefakkel (schip, 1951)
De Zeefakkel is het korpsschip van zeekadetkorps Hellevoetsluis, vergelijkbaar met een wachtschip van Scouting Nederland. Het is een voormalig rijksopnemingsvaartuig van de Koninklijke Marine.
Het was bij de marine de opvolger van de Hydrograaf en werd als opleidingsschip weer vervangen door de MOV Van Kinsbergen.

## Geschiedenis
De eerste functie van het schip was hulpopnemer / Rijksopnemingsvaartuig. Het verrichtte gedurende het zomerseizoen opnemingswerkzaarhheden in de Nederlandse zeegaten en kustgebieden voor de hydrografische dienst der Koninklijke Marine ten behoeve van het maken van zeekaarten van de Noordzee. Met de indienststelling van de nieuwe opnemingsvaartuigen Hr.Ms. Buyskes en Hr.Ms. Blommendal werd de Zeefakkel in 1973 overbodig. Het werkterrein van de nieuwe schepen lag meer dan voorheen op de open zee. Het rijksopnemingsvaartuig is 27 oktober 1972 door de commandant, luitenant ter zee der Ie klasse E. A. Das, buiten dienst gesteld. De opnemingsvaartuigen hadden een bemanning van zowel burger- als militair personeel. 
Na groot-onderhoud op de Rijkswerf is het dienst gaan doen als instructieschip ten behoeve van de opleidingen van het Koninklijk Instituut voor de Marine en de Schooi voor Scheepsofficieren.
Bij renovaties in 1980 en 1995 werden de twee hoofdmotoren vervangen en het schip van binnen brandvrij gemaakt. De mast werd klapbaar gemaakt en het eet- en slaapverblijf verbouwd.
Om Zeefakkel had vaareigenschappen die het echter minder geschikt maakten als opleidingsschip. "De meeste cursisten zullen het zich vooral herinneren als een slingerbak," schreef de Alle Hens in oktober 1998. Het is alles behalve ideaal als de studenten tijdens één van hun eerste kennismakingen vrijwel voortdurend zeeziek zijn.
De vervanging van het Rijks Instructievaartuig Zeefakkel werd in 1997 in de planning opgenomen. Het werd besteld bij Damen Shipyards in Gorinchem en de kiel in 1998 gelegd. Op 2 november 1999 kwam MOV Van Kinsbergen in dienst en de Zeefakkel werd reserve schip tot 1 januari 2000. Op 12 januari 2000 verliet de Hr.Ms. Zeefakkel de haven van Den Helder op weg naar haar nieuwe thuishaven Hellevoetsluis, waar de Zeefakkel op 15 januari 2000 om 13.00 uur aankwam. Vanaf die periode doet het schip dienst als opleidingsschip voor het Zeekadetkorps Hellevoetsluis.
De Zeefakkel heeft 49 slaapplaatsen voor officieren, onderofficieren, burgerinstructeurs en kadetten.

## Brand
Maandagochtend 17 oktober 2011 heeft er een heftige brand gewoed aan boord van het opleidingsschip, waarbij ongeveer dertig procent van het binnenschip werd verwoest. De brand ontstond in een accommodatieruimte onderin het schip, de officiersverblijven stonden in brand . De brandweer moest uiteindelijk een gat in de romp boren om de ruimte van buitenaf te kunnen blussen. Na onderzoek ging de politie uit van brandstichting, maar kon dat niet bewijzen. Herstel van het schip en alles wat er verder na de brand geregeld moest worden, heeft ruim € 131.000,-- gekost.